# Peter Holsapple
Peter Livingston Holsapple (Greenwich, 19 febbraio 1956) è un musicista statunitense.
Assieme a Chris Stamey è stato la mente creativa del gruppo the dB's, gruppo epocale del jangle pop statunitense.

## Biografia
Nato in Connecticut si trasferì a 6 anni con la famiglia nella Carolina del Nord. Musicista precoce già nel 1972 pubblicò un album con i Rittenhouse Square composti da Mitch Easter, Chris Stamey e Bobby Locke. Formò con Stamey e Will Rigby i Little Diesel, gruppo proto punk, che registrarono un album edito su cassetta e pubblicato solo su CD nel 2006. Entrò poi nei dB's con cui rimase fino allo scioglimento nel 1988.
Si unì a R.E.M. per il tour promozionale di Green e sempre con il gruppo di Athens partecipò alla realizzazione ed alle registrazioni del loro enorme successo Out of Time di tre anni dopo. Successivamente lasciò questo ruolo di sideman probabilmente a causa di dispute con i membri del gruppo relativi ai crediti di scrittura dei brani ed iniziò a collaborare da membro esterno con Hootie & the Blowfish.
Nel 1991 con Stamey pubblicò l'album Mavericks.
Si unì ai Continental Drifters, sorta di supergruppo con membri di The Dream Syndicate, Bangles e The Cowsills formato a Los Angeles e trasferito a New Orleans con cui pubblico vari album. Sposò Susan Cowsill con cui ebbe una figlia divorziando nel 2001.
In questo periodo pubblicò anche l'album da solista Out of My Way uscito nel 1997.
Dopo l'uragano Katrina si trasferì nella Carolina del Nord.
Nel 2005 partecipò alla timida riunione dei dB's, nel 2009 uscì un secondo album con Chris Stamey, Here and Now e nel 2012 si riunì ai neoriformati dB's nella formazione originale del 1978 partecipando alla realizzazione del nuovo album del gruppo, Falling Off the Sky, dopo 25 anni dall'ultima pubblicazione. 

## Discografia

### Album da solista
- 1989 - Live Melbourne 1989 (Fast Fictions)
- 1997 - Out of My Way (Monkey Hill)

### Album con Chris Stamey
- 1991 - Mavericks
- 2009 - Here and Now